# Oxandra xylopioides
Oxandra xylopioides är en kirimojaväxtart som beskrevs av Friedrich Ludwig Diels. Oxandra xylopioides ingår i släktet Oxandra och familjen kirimojaväxter. Inga underarter finns listade i Catalogue of Life.